# Rudolf Toussaint
Rudolf Toussaint (2 de mayo de 1891 - 1 de julio de 1968) fue un oficial del Ejército alemán. Toussaint vio acción en ambas guerras mundiales. Durante la II Guerra Mundial fue seleccionado como Comisario del Ejército alemán en la oficina del Protector del Reich de Bohemia y Moravia.

## Biografía
Nació el 2 de mayo de 1891 en Egglkofen. Se unió al Ejército Real Bávaro el 21 de septiembre de 1911 con el rango de Fahnenjunker (cadete). Antes de terminar su entrenamiento básico, fue comisionado como Leutnant (teniente segundo) el 25 de octubre de 1913 y asignado al 18.º Regimiento de Infantería Real Bávaro. Luchó en la I Guerra Mundial, donde fue herido, y se le concedió la Cruz de Hierro (1.ª Clase) y la Cruz de Hierro (2.ª Clase) en 1914. Después de la guerra, permaneció en el ejército y, el 1 de diciembre de 1935 fue promovido a Oberstleutnant; el 1 de abril de 1938 fue promovido de nuevo al rango de Oberst (coronel). Desde el 1 de abril de 1939 hasta 1941 sirvió como agregado militar en la embajada alemana en Roma. Después de eso, fue promovido el 1 de octubre de 1941 a Generalmajor y el 1 de octubre de 1942 a Generalleutnant.
En septiembre de 1943, como General der Infanterie (promovido el 1 de septiembre de 1943), se convirtió en comisario del Ejército alemán en Italia (Bevollmächtigter General der deutschen Wehrmacht in Italien). El 26 de julio de 1944, fue remplazado en su puesto por el SS-Obergruppenführer Karl Wolff y Toussaint se convirtió en comisario del Ejército alemán en la oficina del Protector del Reich de Bohemia y Moravia, remplazando a Ferdinand Schaal y, simultáneamente, sostuvo el puesto de Comandante del Distrito Militar de Bohemia y Moravia. Como tal fue el último comandante nazi de Praga. Después de la II Guerra Mundial, fue capturado por tropas de EE. UU. en Pilsen y, el 19 de abril de 1947, fue transferido a Checoslovaquia, donde el 26 de octubre de 1948 fue condenado a cadena perpetua por el asesinato de civiles en el alzamiento de Praga.
En 1955, estuvo de acuerdo en colaborar con la Seguridad del Estado Checoslovaco, pero el Comité Central del Partido Comunista de Checoslovaquia rechazó consentir su liberación de prisión. Todavía en prisión, les proporcionó información relacionada con líderes militares alemanes occidentales y figuras políticas. En 1961, como parte de un intercambio por dos agentes comunistas, fue liberado a Alemania Occidental, donde murió en 1968.

## Condecoraciones
- Cruz de Hierro (1914) 
  - 2.ª Clase
  - 1.ª Clase
- Medalla del Jubileo del Príncipe Regente Leopoldo
- Orden al Mérito Militar Bávara 4.ª Clase con Espadas
- Medalla de herido en Negro
- Cruz de Honor de la Guerra Mundial 1914/1918
- Condecoración al Largo Servicio en la Wehrmacht, 4.º 1.ª Clase
- Broche de la Cruz de Hierro (1939)
  - 2.ª Clase
  - 1.ª Clase
- Cruz al Mérito de Guerra 2.ª Clase con Espadas
- Cruz al Mérito de Guerra 1.ª Clase con Espadas
- Cruz de Oficial de la Orden de San Alejandro (Bulgaria)
- Cruz de Comandante de la Orden de la Estrella de Rumania (Rumania)
- Cruz Alemana en Plata